# Bromans Övertonskapell
Bromans Övertonskapell var en svensk folkmusikgrupp.
Bromans Övertonskapell bildades i Stockholm av Fred Lane (dragspel) och Kjell Westling (klarinett, saxofon, flöjt). De hade tidigare spelat tillsammans i Låt & Trall, vilken upplöstes i mitten av 1970-talet. Övriga medlemmar i Bromans Övertonskapell var Jan Winter (vevlira) från Hemkört och Thomas Lundkvist (såg, fagott [rankett]) från Södra Bergens Balalaikor samt Hadar Jönsson (dragspel, sång) från Ångermanland. Gruppen gav ut 1981 LP:n Luther på axeln och fan i fötterna (Krokben K-2).